# Dąbrowa (Pawłowiczki)
Dąbrowa – przysiółek wsi Pawłowiczki w Polsce, położony w województwie opolskim, w powiecie kędzierzyńsko-kozielskim, w gminie Pawłowiczki.
W latach 1975–1998 przysiółek administracyjnie należał do ówczesnego województwa opolskiego.